# Boris
Boris (jap. ボリス) – japoński zespół założony w 1992 roku. Dotychczas zespół grał stoner metal, psychodeliczny rock, drone doom, sludge metal, noise, ambient oraz tradycyjny rock.
Nazwa zespołu wzięła się od utworu Boris grupy Melvins (z albumu Bullhead).
W swoich wczesnych albumach zespół grał głównie drone doom oraz stoner metal. Późniejsze albumy, takie jak Akuma no Uta lub Pink, opierają się bardziej na tradycyjnym rocku (inspirowanym Motörhead) o mainstreamowym brzmieniu.
Boris nagrał albumy wspólnie z japońskimi muzykami: Keijim Haino oraz Merzbowem. Ich album, Altar, nagrany wraz z amerykańskim zespołem Sunn O))) został wydany 31 października 2006 roku.

## Skład
- Atsuo – perkusja, śpiew
- Wata – gitara elektryczna
- Takeshi – gitara elektryczna, gitara basowa, śpiew
- Nagata - perkusja (wycofał się w 1996 roku)

## Dyskografia

### Albumy studyjne
- 1996 Absolutego
- 1998 Amplifier Worship
- 2000 Flood
- 2002 Heavy Rocks
- 2003 Akuma no Uta
- 2003 Boris At Last -Feedbacker-
- 2004 The Thing Which Solomon Overlooked
- 2005 Dronevil
- 2005 Sound Track From Film "Mabuta No Ura"
- 2005 Pink
- 2006 The Thing Which Solomon Overlooked Vol. 2
- 2006 The Thing Which Solomon Overlooked Vol. 3
- 2006 Vein
- 2008 Smile
- 2011 New Album
- 2011 Heavy Rocks
- 2011 Attention Please
- 2013 Präparat

### EP
- 2002 1970
- 2005 A Bao A Qu

### Wspólne albumy
- 1998 Black: Implication Flooding (z Keiji Haino, na żywo)
- 2002 Megatone (z Merzbow)
- 2005 04092001 (z Merzbow, na żywo)
- 2005 Sun Baked Snow Cave (z Merzbow)
- 2006 Altar (z Sunn O))))
- 2006 / 2007 (Pedal – 2006; r: Inoxia – 2007) Rainbow (z Michio Kurihara)
- 2007 Walrus / Groon (z Merzbow)
- 2007 Rock Dream (z Merzbow)
- 2008 Cloud Chamber (z Michio Kurihara)
- 2010 BXI (z Ianem Astbury)
- 2011 Klatter (z Merzbow)

### Nagrania na żywo
- 2005 Volume I "Live 96-98
- 2005 Volume II "Drumless Shows"
- 2005 Volume III "Two Long Songs"

### DVD
- 2005 Live at Shimokitazawa Shelter
- 2005 Bootleg -Feedbacker-
- 2005 Wizard's Convention: Japanese Heavy Rock Showcase
- 2005 Heavy Metal Me

### Kompilacje
- 1994 Take Care of Scabbard Fish
- 1996 From Koenji to Eternity
- 2000 Up Jumped the Devil: Tribute to Robert Johnson
- 2002 Mangrove2002
- 2003 Merzbow – Frog: Remixed and Revisited
- 2006 Darkness Hath No Boundaries